# Toledo (provins)
 For alternative betydninger, se Toledo. (Se også artikler, som begynder med Toledo)
Toledo er en provins i det centrale Spanien, i den vestlige del af  den autonome region Castilien-La Mancha. Den grænser til provinserne Cuenca, Ciudad Real, Badajoz, Cáceres og Ávila, samt regionen Madrid.
Provinsen har ca. 670.000 indbyggere. Kun omkring 1/9 af disse bor i provinshovedstaden Toledo, som også er regionshovedstad i den autonome region. Den mest folkerige by i provinsen er Talavera de la Reina med omkring 85.000 indbyggere. 
Provinsen har 204 kommuner. Den mindste kommune i Spanien, Illán de Vacas, med kun seks indbyggere, ligger i Toledo. 